# Ескиура
Ескиура (каз. Ескіұра) — село в Аральском районе Кызылординской области Казахстана. Входит в состав сельского округа Жетес. Код КАТО — 433242500.

## Население
В 1999 году население села составляло 157 человек (84 мужчины и 73 женщины). По данным переписи 2009 года, в селе проживало 166 человек (89 мужчин и 77 женщин).